# جون إدوارد ماك
جون إدوارد ماك بالانجليزيه (John Edward Mack) (أكتوبر 1929 - 27 سبتمبر 2004) هو طبيب نفسي و كاتب ودكتور جامعي في الطب من جامعة هارفارد.

## سيرته

### بدايته
ولد في مدينة نيويورك، وحصل على شهادة الطب من جامعة هارفارد بامتياز عام 1955.
الفكرة الرئيسية التي سيطرت على حياته العملية هي اكتشاف التصورات وتأثيرها على العلاقات الشخصية.